# Tetrastichus brevidorsellum
Tetrastichus brevidorsellum är en stekelart som beskrevs av Kostjukov 1995. Tetrastichus brevidorsellum ingår i släktet Tetrastichus och familjen finglanssteklar. Inga underarter finns listade i Catalogue of Life.